# 西鉄車体技術
西鉄車体技術株式会社（にしてつしゃたいぎじゅつ）は、西鉄グループの自動車整備業者である。旧社名は共栄車体工業（きょうえいしゃたいこうぎょう）。
西日本車体工業のかつての子会社であり、同社の解散以後も同社製車体および受託によるUDトラックス （旧・日産ディーゼル工業）製シャーシのアフターサービスを手掛ける。

## 概要

### 拠点
- 本社 - 佐賀県三養基郡基山町大字長野308番地5
- 小倉工場 - 福岡県北九州市小倉北区西港町10番20号
- 東京事務所 - 東京都中央区日本橋3丁目2番5号 毎日日本橋ビル5階

### 主な事業
- バス車両・特装車の車体修理・改造・リニューアル
- バス部品の販売
- 中古車の販売